# هيرفوي كوستيتش
هيرفوي كوستيتش (بالكرواتية: Hrvoje Ćustić)‏ (21 أكتوبر 1983 - 3 أبريل 2008) لاعب كرة قدم كرواتي.

## سيرته
بدأ كوستيتش مع نادي زادار في عام 2000 وأمضى ساعات مع نادي زغرب لكرة القدم ما بين 2005 و2007 وقبل عودته مع نادي زادار في صيف عام 2007.

## دوليا
ما بين 2004 و2005, لعب كوستيتش مع منتخب كرواتيا تحت 21 سنة لكرة القدم، الفوز بسبع مباراة دولية للمنتخب.

## وفاته
في الدقائق الأولى من مباراة فريقه ناديه ضد HNK Cibalia في دوري الدرجة الأولى الكرواتي في 29 مارس 2008، عانى كوستيتش من نزيف دماغي بعد اصطدامه مع جدار خرساني، حاول كوستيتش الفوز من كرة مرتدة في مبارزة مع لاعب منافس، في صباح 3 أبريل 2008 توفي كوستيتش على ساعة 11:51 صباحا.

## روابط خارجية
- هيرفوي كوستيتش على موقع اتحاد كرواتيا (الكرواتية)
- هيرفوي كوستيتش على موقع قاعدة بيانات كرة القدم.إي يو (الإنجليزية)
- هيرفوي كوستيتش على موقع عالم كرة القدم.نت (الإنجليزية)